# Jorge Recalde
Jorge Raùl Recalde est un ancien pilote de rallye argentin né le 9 août 1951 à Mina Clavero (en) et mort le 10 mars 2001 à Villa Dolores. Il fut le seul Argentin à remporter un rallye en championnat du monde.

## Biographie
Jorge Recalde est né d'une mère avocate et d'un père chef d'exploitation agricole.
Il débute en 1970 à l'âge de dix-huit ans en compétition automobile, alors qu'il commence ses études qui l'amèneront à devenir ingénieur en mécanique. Il court pendant de nombreuses années dans le championnat argentin.
En 1978, il remporte la Tour d'Amérique du Sud en classe B, sur Renault 12TS avec son compatriote Jorge Buroscotti pour copilote.
En 1980, il débute en mondial lors du Rallye du Portugal sur Ford Escort RS, mais sa première course se conclut sur un huitième place. Il conduit ensuite pour Mercedes en tant que pilote officiel lors du Rallye d'Argentine et du Rallye de Côte d'Ivoire. Il termine 14e de son premier championnat du monde avec 18 points. Les saisons suivantes vont ressembler à cette première saison c'est-à-dire un programme de quelques courses où l'argentin fait montre d'une très grande régularité. Il dispute à partir de 1988 l'intégralité du championnat du monde chez Lancia dans le Martini Racing, la structure officielle de Lancia en Rallye, au sein de laquelle il épaule Massimo Biasion qui sera champion du monde (Recalde finissant neuvième au championnat du monde). Il termine cette même année deuxième du P-WRC, après avoir gagné son rallye national.
La suite de sa carrière sera faite de résultats plus contrastés, alternant le meilleur en 1995 quand il remporte une seconde fois son rallye national, couru exceptionnellement en 2 litres. Il termine aussi second en P-WRC cette année-là. La fin des années 1990 est plus compliquée, puisqu'il ne réussit plus à marquer de point en championnat du monde. Il renonce finalement à courir régulièrement en mondial fin 1998, pour se consacrer à son seul championnat national. Il participe finalement à 69 courses du WRC sur 20 ans (1980 à 2000), remporte 58 épreuves spéciales, et glane 218 points.

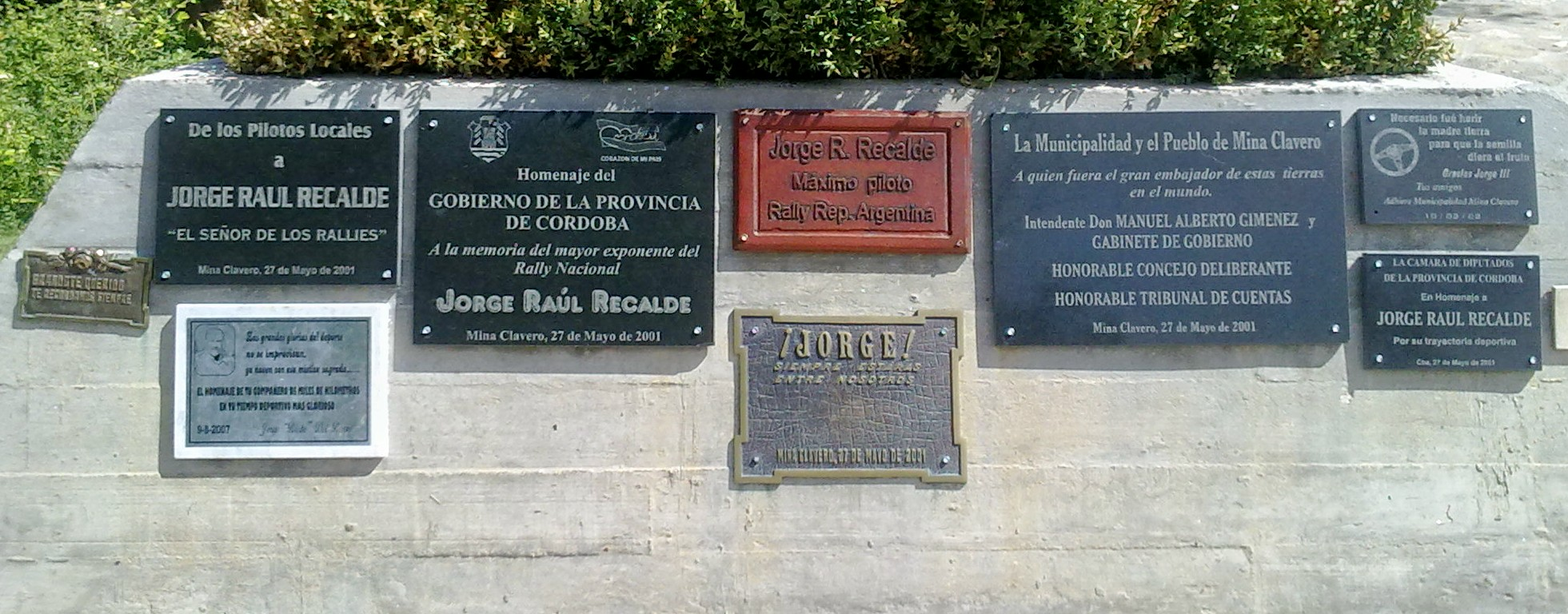
Plaques en son hommage devant sa maison, à Mina Clavero (Córdoba).

Alors qu'il dispute un rallye local près de Cordoba en 2001, il pense concourir alors dans son championnat national pour remporter un nouveau titre. Il prend part au Rallye Villa Dolorès IX. Après la première journée, il occupe la seconde place. Cependant dans l'après-midi du 10 mars, il est victime d'une panne d'embrayage, ce qui le force à stopper à trois cents mètres à peine de la ligne d'arrivée. Il décide alors de pousser sa voiture jusqu'à celle-ci. Juste après l'avoir franchie, il s'effondre victime d'une rupture d'anévrisme, et meurt moins d'une heure après.
Le 4 mai 2005, le congrès national argentin proclame la ville de Mina Clavero, où naquit et vécut Recalde et où se disputent également des épreuves, Capitale nationale du Rallye, et déclare le 10 mars (le jour de sa mort) Journée nationale du Rallye argentin.

## Palmarès

### Titres
- Champion d'Argentine des rallyes 1974, en classe C (sur Fiat 125)
  - Double vice-champion du monde des rallyes des voitures de production WRC, en 1988 et 1995 (3e en 1994, et 4e en 1990)

### En WRC (et 2 L)
- Vainqueur du Rallye d'Argentine 1988
- Vainqueur du Rallye d'Argentine 1995, en classe 2-litres
  - 2e du rallye d'Argentine en 1987
  - 2e du rallye de Côte d'Ivoire 1980
  - 3e du rallye d'Argentine en 1981, 1984, et 1989
  - 3e du rallye du Kenya en 1991 et 1992

(4e : rallye du Brésil 1981, d'Argentine 1986, de Grèce 1987, d'Australie 1992 ; 5e : rallye de Grèce 1989, d'Argentine 1991 et 1994)

### En P-WRC
- Rallye du Portugal : 1988 et 1990
- Rallye de Finlande : 1988
- Rally de Argentina : 1994
- Rallye de Nouvelle-Zélande : 1995

### Autre victoires et podiums notables
- Rallye Semperit : 1987 (ERC - sur Audi Coupé Quattro)
- Rallye de Catamarca : 1999 (championnat argentin sur Mitsubishi Lancer Evolution V)
- Rallye de Ushuaia : 1999 (championnat argentin)
- Tour de la Manzana : 2000 (championnat argentin)
  - 2e du rallye Semperit : 1988